# Main-Kinzig-Kreis
Der Main-Kinzig-Kreis ist eine Gebietskörperschaft in Hessen mit 419.055 Einwohnern (31. Dezember 2023). Der Landkreis ist der bevölkerungsreichste des Landes und zugleich der flächengrößte im Regierungsbezirk Darmstadt (Südhessen). Kreisstadt und seit Juli 2005 Sitz der Verwaltung ist Gelnhausen, die bevölkerungsreichste Stadt des Landkreises ist Hanau.
Der Landkreis liegt im östlichen Rhein-Main-Gebiet. Der dicht besiedelte südwestliche Teil des Landkreises um die Städte Hanau und Maintal ist zudem Bestandteil der Stadtregion Frankfurt. Der Landkreis entstand 1974 durch den Zusammenschluss der Landkreise Hanau, Gelnhausen und Schlüchtern mit der kreisfreien Stadt Hanau. Darüber hinaus kamen durch Eingemeindungen Orte zum Main-Kinzig-Kreis, die zuvor nicht den Altkreisen angehörten, so z. B. Heldenbergen als Stadtteil von Nidderau und Büdesheim als Ortsteil von Schöneck, die bis dahin dem Landkreis Friedberg angehörten, sowie die heutigen Hanauer Stadtteile Steinheim und Klein-Auheim, zuvor Landkreis Offenbach. 1977 wurde die Stadt Bergen-Enkheim, die zunächst dem Main-Kinzig-Kreis angehörte, Stadtteil von Frankfurt am Main. Darüber hinaus liegt der gemeindefreie Gutsbezirk Spessart im Südosten des Main-Kinzig-Kreises.
Die Behörden der Kreisverwaltung befinden sich im Gebäudekomplex auf dem Main-Kinzig-Forum in Gelnhausen.

## Geografie

### Lage

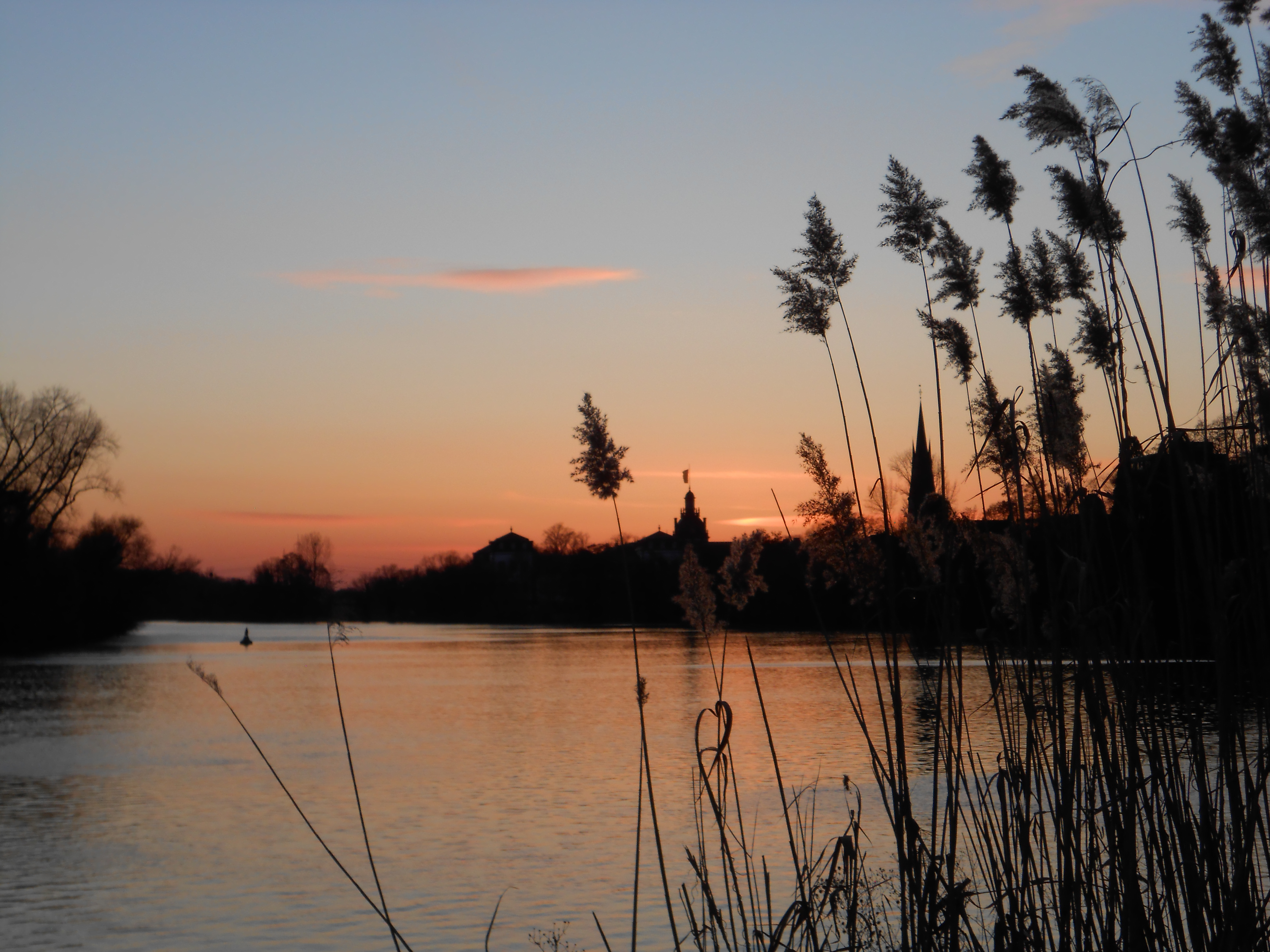
Abendstimmung an der Kinzigmündung in Hanau: Blick von den Mainwiesen Richtung Kesselstadt mit Schloss Philippsruhe

Der Landkreis hat seinen Namen von den zwei Hauptflüssen, dem Main, der die südwestliche Kreisgrenze bildet, und seinem rechten Nebenfluss Kinzig, der das Kreisgebiet von Nordosten nach Südwesten durchfließt. Die Landschaften um die Kinzig sind die Ausläufer von Vogelsberg, Spessart und der westlichen Rhön. Nördlich der Kinzig erstrecken sich das Ronneburger Hügelland und der Büdinger Wald. Der höchste Berg im Main-Kinzig-Kreis ist der Haag mit 584,6 m ü. NHN.

### Nachbarkreise
Der Main-Kinzig-Kreis grenzt, im Nordwesten beginnend im Uhrzeigersinn, an den Wetteraukreis, den Vogelsbergkreis, den Landkreis Fulda (alle in Hessen), an die Landkreise Bad Kissingen, Main-Spessart und Aschaffenburg (alle in Bayern) sowie an den Landkreis Offenbach und die kreisfreien Städte Offenbach am Main und Frankfurt am Main (alle wiederum in Hessen).

## Geschichte

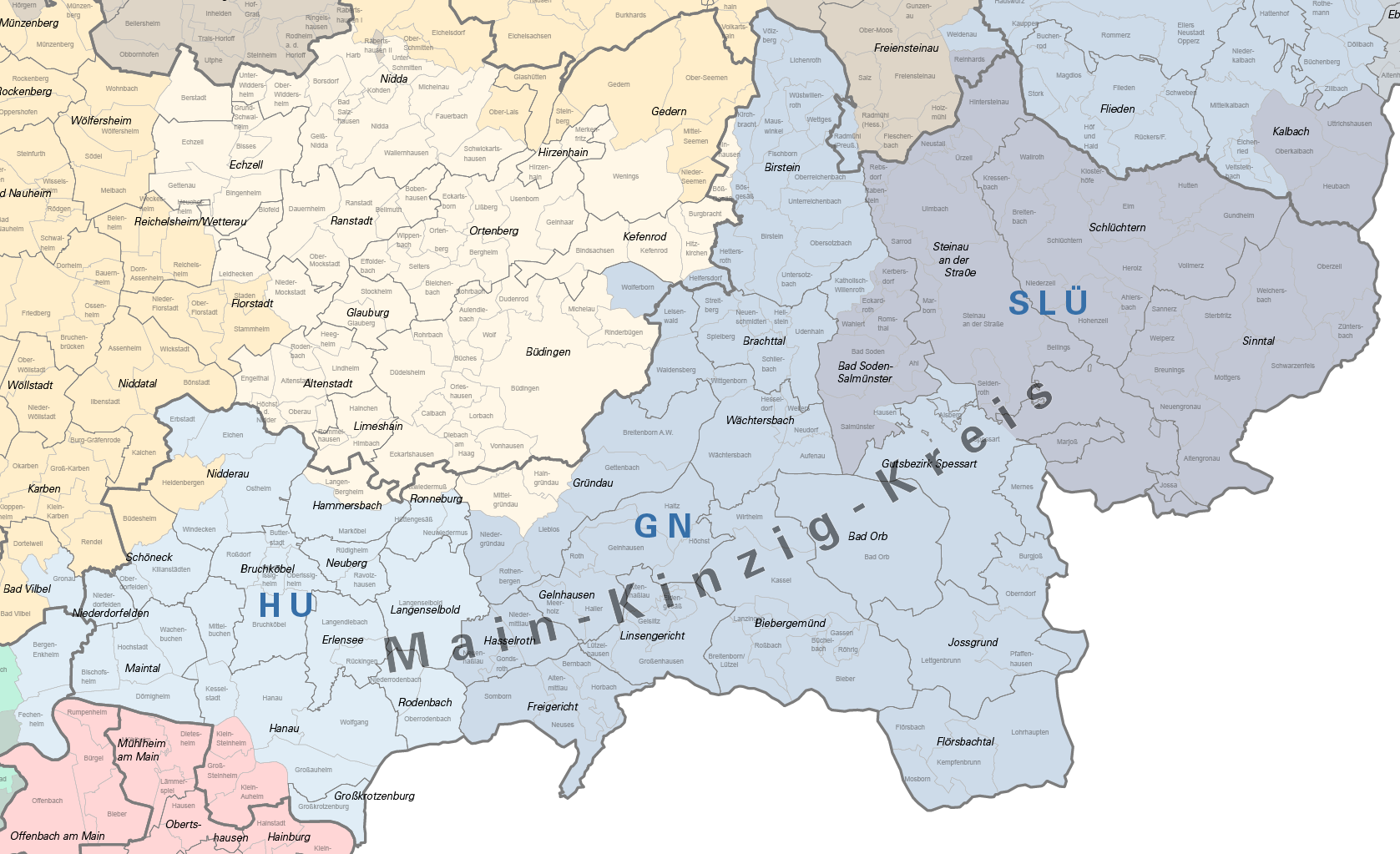
Der Main-Kinzig-Kreis mit den Gemeinden nach der Gebietsreform sowie den Altkreisen Hanau (HU), Gelnhausen (GN) und Schlüchtern (SLÜ)

Das heutige Kreisgebiet war früher in zahlreiche Herrschaftsgebiete zersplittert. Großen Anteil hatten die Grafen von Hanau sowie die Adelshäuser Hutten (1704 ausgestorben). Die Teil-Grafschaften Ysenburg und Büdingen in Büdingen, in Meerholz und in Wächtersbach wurden 1806 mediatisiert und in das zum Rheinbund gehörende Fürstentum Isenburg eingegliedert; sie kamen nach einer Landesteilung 1816 an das Großherzogtum Hessen (Hessen-Darmstadt) und Kurhessen (Hessen-Kassel).
Am 21. August 1821 wurde Kurhessen in Kreise eingeteilt. Die neuen Kreise Hanau, Gelnhausen, Salmünster und Schlüchtern bildeten dabei die Provinz Hanau, die südlichste der vier Provinzen des Landes (mit anderen Maßeinheiten und anderer Währung als der Norden). Zum 1. Januar 1830 wurde der Kreis Salmünster aufgelöst und seine Gemeinden auf die benachbarten Kreise Gelnhausen und Schlüchtern verteilt.
1866 wurde Kurhessen von Preußen annektiert, 1867 wurde sein Gebiet in den neuen Regierungsbezirk Kassel überführt; die Provinz Hanau wurde aufgelöst. Der Kreis Gelnhausen erhielt den größten Teil des Bezirks Orb (bis 1862 Landgerichtsbezirk Orb) von dem Königreich Bayern, der aber formell noch ca. 20 Jahre lang von einem eigens dazu ernannten Amtmann verwaltet wurde (dies war regelmäßig der Landrat des damaligen Kreises Gelnhausen).
1885 wurde der Kreis Hanau durch die Abtrennung des neuen Landkreis Frankfurt sowie die Ausgliederung der Stadt Hanau verkleinert.
Seitdem bestanden die zwei Kreise (Gelnhausen und Schlüchtern, sie hießen erst nach dem Zweiten Weltkrieg Landkreise) sowie die nun kreisfreie Stadt Hanau und der Landkreis Hanau weitgehend unverändert bis in die 1970er Jahre. Allerdings wechselten Hanau und die drei Kreise noch zweimal den Regierungsbezirk, sie kamen 1944 zum Regierungsbezirk Wiesbaden und 1968 zum Regierungsbezirk Darmstadt.
Im Vorfeld der Gebietsreform in Hessen wurden zahlreiche Varianten diskutiert, wie man aus den zu klein gewordenen Kreisen größere Einheiten schaffen könnte. Im Kinzigtal einigte man sich schließlich auf die „große Lösung“: die Fusion der drei Landkreise und der Stadt Hanau zum neuen Main-Kinzig-Kreis, dem bevölkerungsreichsten in Hessen. Die Fusion wurde am 1. Juli 1974 vollzogen. Gleichzeitig wurden die bis dahin zum Landkreis Offenbach gehörenden Gemeinden Klein-Auheim und Steinheim in die Stadt Hanau eingemeindet.
Die Stadt Hanau behielt als Stadt mit Sonderstatus (über 50.000 Einwohner) jedoch einige Sonderrechte. So hatte sie jahrelang z. B. noch ein eigenes Sozialamt und eine eigene Zulassungsstelle.
Am 1. Januar 1977 wurde die bis dahin zum Main-Kinzig-Kreis gehörende Gemeinde Bergen-Enkheim nach Frankfurt am Main eingemeindet. Am selben Tag wurde die Gemeinde Züntersbach in die Gemeinde Sinntal eingegliedert.
In einer ersten Pressekonferenz am 25. Juni 2018 gaben der Oberbürgermeister der Stadt Hanau Claus Kaminsky und Landrat Thorsten Stolz bekannt, dass die Stadt Hanau auf eine Auskreisung zum 1. April 2021 hinarbeitet, ein Wegweisender Grundsatzbeschluss wurde am 20. August 2018 durch die Stadtverordnetenversammlung beschlossen. Durch die Folgen der Corona-Pandemie wurden die Arbeiten dafür erstmal pausiert, so dass die Auskreisung nun zum 1. Januar 2026 geplant ist, somit wäre zu dem Zeitpunkt die Stadt Maintal dann die größte Stadt im Main-Kinzig-Kreis.
Heute ist der Main-Kinzig-Kreis mit 419.055 Einwohnern (31. Dezember 2023) der bevölkerungsreichste Landkreis in Hessen, mit seiner Fläche von 1.397,33 Quadratkilometern liegt er an vierter Stelle.

### Einwohnerentwicklung

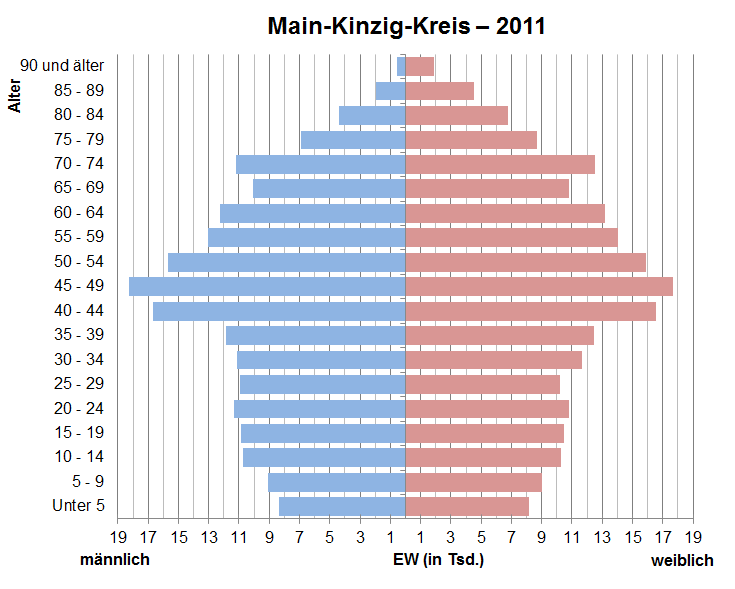
Bevölkerungspyramide für den Main-Kinzig-Kreis (Datenquelle: Zensus 2011)

| Jahr | Einwohner | Quelle |
| ---- | --------- | ------ |
| 1975 | 368.100   | [ 12 ] |
| 1980 | 360.900   | [ 13 ] |
| 1990 | 375.000   | [ 13 ] |
| 2000 | 405.942   | [ 14 ] |
| 2010 | 407.409   | [ 15 ] |
| 2015 | 409.043   | [ 16 ] |

### Konfessionsstatistik
Nach dem Ergebnis der Volkszählung 2011 waren 36,2 % der Einwohner evangelisch, 27,9 % römisch-katholisch und 35,9 % gehörten einer sonstigen oder keiner Religionsgesellschaft an oder machten keine Angabe. Der Anteil der Protestanten und Katholiken an der Gesamtbevölkerung ist seitdem jährlich um 1 Prozentpunkt gesunken. Gemäß Zensus 2022 waren (2022) 27,8 % der Einwohner evangelisch, 22,4 % katholisch und 49,8 % waren konfessionslos, gehörten einer anderen Glaubensgemeinschaft an oder machten keine Angabe.

## Politik

### Kreistag
Die Kommunalwahl am 14. März 2021 lieferte folgendes Ergebnis, in Vergleich gesetzt zu früheren Kommunalwahlen:
| Diagrammdarstellung von Wahlergebnis und Sitzverteilung | Diagrammdarstellung von Wahlergebnis und Sitzverteilung                                                                            |
| --- | --- |
| Kommunalwahl im Main-Kinzig-Kreis 2021Wahlbeteiligung: 49,4 % 403020100 30,826,215,69,26,96,33,41,20,4n. k. SPDCDUGrüneAfDFWFDPLinkePARTEIREPSonst.jGewinne und Verlusteim Vergleich zu 2016 %p 8 6 4 2 0 −2 −4 −6−2,8−0,9+7,3−5,4+1,9+0,6+0,1+1,2−0,5−1,3SPDCDUGrüneAfDFWFDPLinkePARTEIREPSonst.Anmerkungen:j 2016: NPD 0,9 %, PIRATEN 0,4 %; 2011: PIRATEN 1,7 %, NPD 1,4 % | Sitzverteilung im Kreistag 2021Insgesamt 87 Sitze - Linke: 3 - PARTEI: 1 - SPD: 27 - Grüne: 14 - FW: 6 - CDU: 23 - FDP: 5 - AfD: 8 |

| Wahlvorschläge       | Wahlvorschläge                                                                                | % 2021 | Sitze 2021 | % 2016 | Sitze 2016 | % 2011 | Sitze 2011 | % 2006 | Sitze 2006 | % 2001 | Sitze 2001 |
| -------------------- | --------------------------------------------------------------------------------------------- | ------ | ---------- | ------ | ---------- | ------ | ---------- | ------ | ---------- | ------ | ---------- |
| SPD                  | Sozialdemokratische Partei Deutschlands                                                       | 30,8   | 27         | 33,6   | 29         | 35,6   | 31         | 35,4   | 31         | 40,0   | 37         |
| CDU                  | Christlich Demokratische Union Deutschlands                                                   | 26,2   | 23         | 27,1   | 24         | 33,1   | 29         | 38,6   | 34         | 38,1   | 35         |
| AfD                  | Alternative für Deutschland                                                                   | 9,2    | 8          | 14,6   | 13         | —      | —          | —      | —          | —      | —          |
| GRÜNE                | Bündnis 90/Die Grünen                                                                         | 15,6   | 14         | 08,3   | 07         | 15,1   | 13         | 07,6   | 07         | 08,3   | 08         |
| FDP                  | Freie Demokratische Partei                                                                    | 6,3    | 5          | 05,7   | 05         | 03,3   | 03         | 06,2   | 05         | 04,0   | 04         |
| FW                   | Freie Wähler Main-Kinzig-Kreis                                                                | 6,9    | 6          | 05,0   | 04         | 05,0   | 04         | 04,6   | 04         | 03,7   | 03         |
| DIE LINKE.           | DIE LINKE.                                                                                    | 3,4    | 3          | 03,3   | 03         | 03,2   | 03         | 03,6   | 03         | 00,9   | 01         |
| REP                  | Die Republikaner                                                                              | 0,4    | 0          | 00,9   | 01         | 01,5   | 01         | 04,0   | 03         | 05,0   | 05         |
| NPD                  | Nationaldemokratische Partei Deutschlands                                                     | —      | —          | 00,9   | 01         | 01,4   | 01         | —      | —          | —      | —          |
| PIRATEN              | Piratenpartei Deutschland                                                                     | —      | —          | 00,4   | —          | 01,7   | 02         | —      | —          | —      | —          |
| PARTEI               | Partei für Arbeit, Rechtsstaat, Tierschutz, Elitenförderung und basisdemokratische Initiative | 1,2    | 1          | —      | —          | —      | —          | —      | —          | —      | —          |
| Gesamt               | Gesamt                                                                                        | 100,0  | 87         | 100,0  | 87         | 100,0  | 87         | 100,0  | 87         | 100,0  | 93         |
| Wahlbeteiligung in % | Wahlbeteiligung in %                                                                          | 49,4   | 49,4       | 49,0   | 49,0       | 46,7   | 46,7       | 45,1   | 45,1       | 45,1   | 45,1       |

### Landräte
- 1974–1987: Hans Rüger (CDU)
- 1987–2005: Karl Eyerkaufer (SPD)
- 2005–2017: Erich Pipa (SPD)
- seit 2017: Thorsten Stolz (SPD)

#### Landratswahl
Die letzte Wahl des Landrats des Main-Kinzig-Kreises war am 29. Januar 2023, dort sind wie bei der Kommunalwahl die Bürger des Landkreises aufgerufen, den aufgestellten Kandidaten in einer Direktwahl zu wählen. Die nächste Wahl findet voraussichtlich 2029 statt.
| Diagrammdarstellung der letzten zwei Landratswahlen                                                                                                 | Diagrammdarstellung der letzten zwei Landratswahlen |
| --- | --- |
| Landratswahl im Main-Kinzig-Kreis 2023Wahlbeteiligung: 26,6 % 706050403020100 67,5 %32,5 % SPDaCDUbAnmerkungen:a Stolz, Thorstenb Stenger, Gabriele | Landratswahl im Main-Kinzig-Kreis 2017Wahlbeteiligung: 33,9 % 6050403020100 57,921,210,45,53,91,2 SPDaCDUbAfDcGrünedFDPeparteilosfAnmerkungen:a Stolz, Thorstenb Heide, Sritac Wissenbach, Walterd Bousonville, Reinere Noll, Alexanderf Dr. Stehlik, Gerhard |

### Wappen, Flagge und Banner

Hissflagge
Bannerflagge

Der Main-Kinzig-Kreis führt ein Wappen sowie eine Hiss- und Bannerflagge.
| Wappen von Main-Kinzig-Kreis | Blasonierung: „Geteilt und halbgespalten: Oben in Rot ein aus einem silbernen Wellenschildfuß wachsender, golden bewehrter, silberner Schwan; unten vorn in Gold ein rot bewehrter schwarzer Adler mit einem silbernen Brustschild mit schwarzem Balken; unten hinten in Rot zwei goldene Schrägbalken.“ |
| Wappen von Main-Kinzig-Kreis | Wappenbegründung: Der Schwan steht für die Grafschaft Hanau und war bereits im alten Kreiswappen von Hanau zu sehen. Der Adler wurde dem alten Kreiswappen von Gelnhausen entnommen und die Schrägbalken beziehen sich auf die Herren von Hutten bzw. den Altkreis Schlüchtern. Der Wellenbalken steht für die beiden Flüsse, die dem Kreis seinen Namen gaben. Das Wappen wurde am 30. Dezember 1980 verliehen. |

Flaggenbeschreibung: „Die Flagge zeigt auf einer weißen, von zwei roten Seitenstreifen mit je einem gelben Faden belegt, im Verhältnis 1:3:1 eingefassten Bahn, in der Liekhälfte das Wappen. Das Banner zeigt auf einer weißen, von zwei roten Seitenstreifen mit je einem gelben Faden belegt, im Verhältnis 1:3:1 eingefassten Bahn, das Wappen mittig deutlich nach oben versetzt.“

## Gemeinden
(Einwohner am 31. Dezember 2023)
| Städte 1. Bad Orb (9.959) 2. Bad Soden-Salmünster (13.646) 3. Bruchköbel (20.491) 4. Erlensee (15.722) 5. Gelnhausen, Kreisstadt und Barbarossastadt (23.252) 6. Hanau, Sonderstatusstadt und Brüder-Grimm-Stadt (96.786) 7. Langenselbold (14.402) 8. Maintal (38.824) 9. Nidderau (20.087) 10. Schlüchtern (15.786) 11. Steinau an der Straße (10.161) 12. Wächtersbach (12.702) | Weitere Gemeinden 1. Biebergemünd (8.255) 2. Birstein (6.152) 3. Brachttal (4.895) 4. Flörsbachtal (2.314) 5. Freigericht (14.341) 6. Großkrotzenburg (7.259) 7. Gründau (14.429) 8. Hammersbach (4.804) 9. Hasselroth (7.304) 10. Jossgrund (3.391) 11. Linsengericht (9.717) 12. Neuberg (5.274) 13. Niederdorfelden (4.115) 14. Rodenbach (10.939) 15. Ronneburg (3.483) 16. Schöneck (11.775) 17. Sinntal (8.790) Gemeindefreies Gebiet 1. Gutsbezirk Spessart (unbewohnt) |

## Wirtschaft
Im Zukunftsatlas 2016 belegte der Landkreis Platz 118 von 402 Landkreisen, Kommunalverbänden und kreisfreien Städten in Deutschland und zählt damit zu den Regionen mit „Zukunftschancen“. In der Ausgabe von 2019 lag er auf Platz 102 von 401.
Das Spektrum der an verschiedenen Standorten im Landkreis ansässigen Unternehmen erstreckt sich von moderner Großindustrie und verarbeitendem Mittelstand über innovative Handwerksunternehmen bis hin zu der gerade in den vergangenen Jahren stark angewachsenen Zahl neuer Start-up-Unternehmen. Im letzten Vierteljahrhundert prägt die mittelständische Industrie auch weiterhin das wirtschaftliche Gesicht der Region.
Bemerkenswert ist die hohe großbetriebliche Struktur der Industrie des Main-Kinzig-Kreises. Von den 100 größten Industriebetrieben Hessens haben sieben ihren Standort im Main-Kinzig-Kreis.
Unter den im Landkreis ansässigen Unternehmen finden sich zahlreiche Firmen von Weltrang, wie z. B. Evonik Industries, Infracor, WOCO, Heraeus, Goodyear Dunlop Tires Germany, Veritas, Engelbert Strauss, Norma Gruppe, die Anvis Gruppe sowie die Umicore AG & Co. KG. Weitere ansässige große Unternehmen sind zum Beispiel Putzmeister, Bien-Zenker, sowie Knaus Tabbert in Mottgers und das Birkenstock-Werk in Steinau an der Straße.
Ende 2020 wurde bekannt, dass Google Deutschland Flächen am ehemaligen Fliegerhorst in Erlensee erworben hat. Google plant dort den Bau eines Rechenzentrums.

### Medien
Die Gelnhäuser Neue Zeitung besteht als Tageszeitung. Online stehen die Informationsplattformen Kinzig.News und Osthessen-News (mit der Rubrik MKK) zur Verfügung. Der regionale Radiosender Main-Kinzig-Welle berichtet aus Gründau.

## Kultur
Im Rahmen des Kultursommer Main-Kinzig-Fulda finden jedes Jahr zahlreiche Veranstaltungen in den Bereichen Kunst, Theater, Musik, Film und Literatur statt. Einmal im Jahr findet der kreisweite Radlersonntag Kinzigtal total statt.

## Bildung
Der Main-Kinzig-Kreis hat ein dichtes Netz an Grund- und weiterführenden Schulen. Die Gymnasien und die berufsbildenden Schulen konzentrieren sich größtenteils auf die ehemaligen Kreisstädte Hanau, Gelnhausen und Schlüchtern. Darüber hinaus befindet sich in Freigericht mit der Kopernikusschule die größte allgemeinbildende Schule Deutschlands.
Die Bildungssituation gilt im Main-Kinzig-Kreis als gut, da nach der Grundschule jeder Schülerin und jedem Schüler sämtliche Bildungsabschlüsse bis hin zum Abitur wohnortnah ermöglicht werden. Die Stadt Hanau fungiert als Sonderstatusstadt als eigener Schulträger. Durch eine Kooperation mit dem Main-Kinzig-Kreis können jedoch auch Kinder und Jugendliche aus dem näheren Umland die Hanauer Einrichtungen besuchen.
Im Ostteil des Main-Kinzig-Kreis sind die Schülerzahlen seit Jahren rückläufig. Zwischen 2000 und 2012 verringerten sie sich um 30 Prozent. Schulträger und Eltern diskutierten ab 2012 im Rahmen einer Mediationsphase mögliche Alternativen zu Schulschließungen und einigten sich auf eine gemeinsame Lösung: die Gründung von Verbundschulen. Mit dem Unterrichtsjahr 2015/16 haben vier Verbundschulen den Betrieb aufgenommen.

## Verkehr
Durch das Kreisgebiet führen die Bundesautobahnen 66 (Frankfurt–Fulda) und die 45 (Aschaffenburg–Dortmund). Ferner erschließen mehrere Bundes-, Landes- und Kreisstraßen das Kreisgebiet, darunter die B 43 und die B 45. Der Landkreis wird in seiner gesamten Länge von der Fernbahnstrecke Frankfurt–Fulda–Berlin/Hamburg/Dresden (Kinzigtalbahn) durchzogen. Im südwestlichen Kreisteil kreuzt sich damit im Bahnknotenpunkt Hanau die Fernbahnstrecke Frankfurt–Würzburg–Nürnberg–München. Strecken von regionaler Bedeutung für den Personenverkehr sind:
- Hanau – Friedberg
- Bad Vilbel – Stockheim
- Gelnhausen – Gießen
- Hanau – Erbach – Eberbach
- Hanau – Schöllkrippen.

In Bad Soden-Salmünster befindet sich die Kinzigtalbrücke, die längste Autobahnbrücke Hessens.
Der Aufgabenträger bzw. Regieorganisation für den öffentlichen Personennahverkehr ist die Kreisverkehrsgesellschaft Main-Kinzig (KVG). Die KVG MKK ist Teil des Rhein-Main-Verkehrsverbund (RMV). Im Auftrag der KVG Main-Kinzig fahren 16 verschiedene Busgesellschaften an die 100 Buslinien, die im RMV als MKK-xx gekennzeichnet werden.
Der Hessische Radfernweg R3 führt von West nach Ost durch das Kreisgebiet. Über den Vogelsberger Südbahnradweg besteht Anschluss an den Vulkanradweg.
Erwähnenswert sind zudem die beiden Großprojekte Nordmainische S-Bahn und Aus- und Neubaustrecke Hanau–Würzburg/Fulda–Erfurt, die in Zukunft auf der stark überlasteten Kinzigtalbahn Kapazitäten schaffen sollen.

### Elektromobilität
Im gesamten Kreisgebiet wurden bereits etliche Ladestationen für Elektroautos sowie für Pedelecs errichtet. Die meisten Ladestationen wurden von den Kreiswerken Main-Kinzig errichtet. Diese Ladestationen sind auf der Website der Kreiswerke Main-Kinzig veröffentlicht. In Gelnhausen und Erlensee befinden sich zudem Tesla Supercharger.

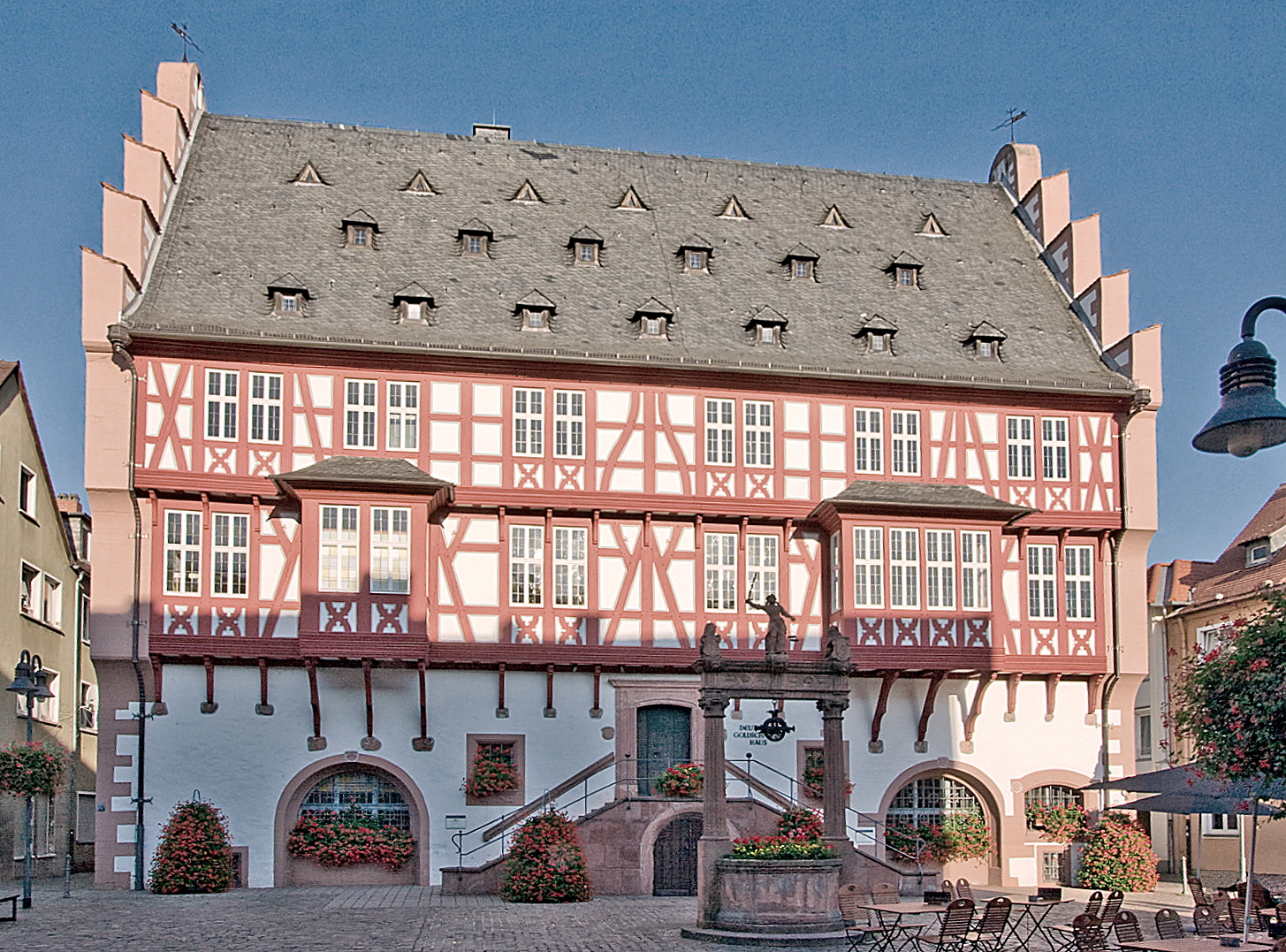
Deutsches Goldschmiedehaus (Altstädter Rathaus) in Hanau
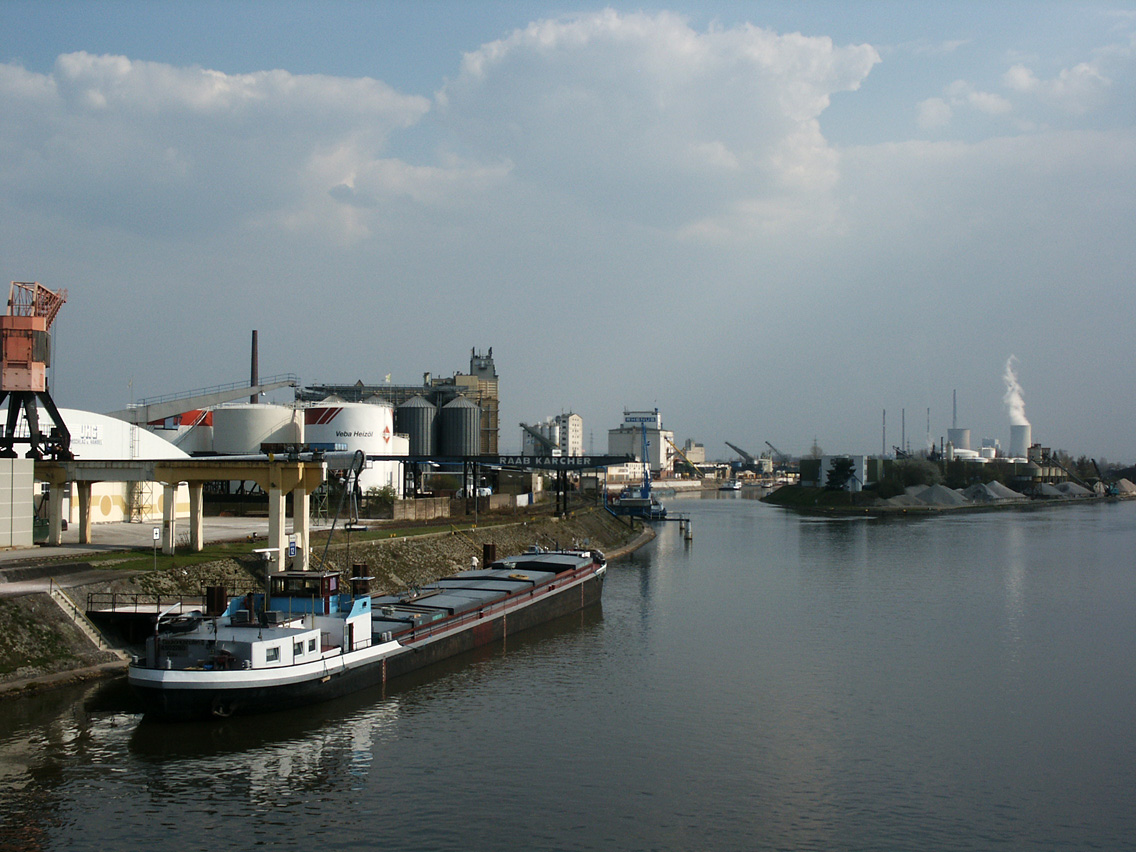
Hanauer Hafen
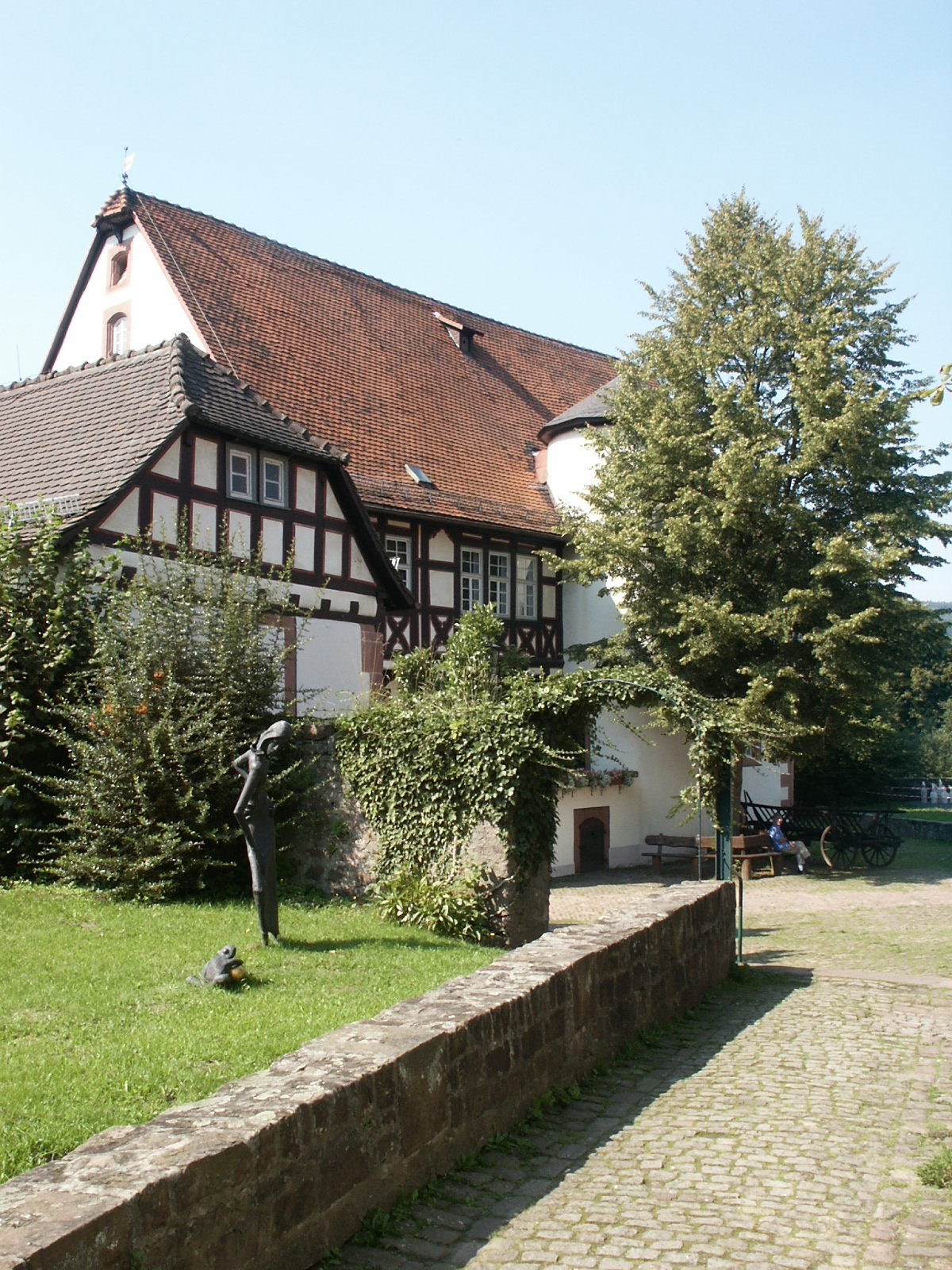
Grimm-Museum mit Froschkönig in Steinau
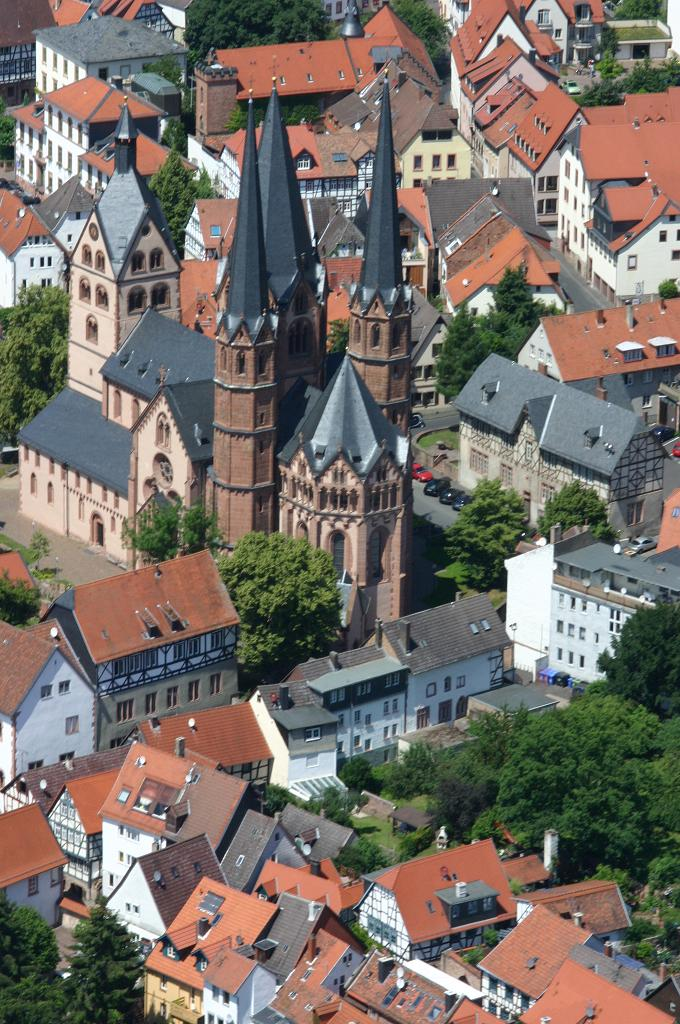
Marienkirche in Gelnhausen
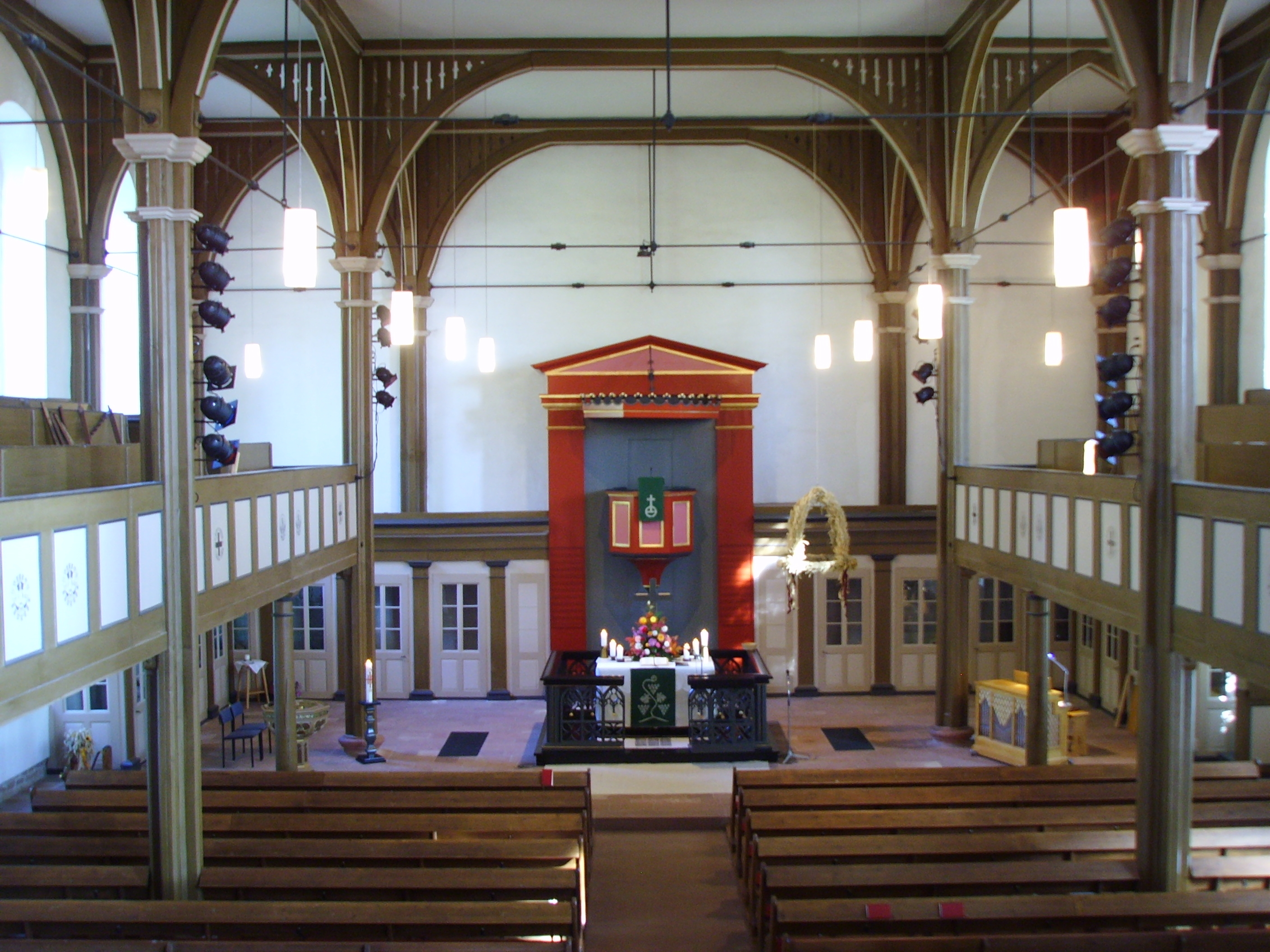
Bergkirche in Gründau-Niedergründau

## Kfz-Kennzeichen
Am 1. Juli 1974 wurde dem Landkreis das seit dem 1. Juli 1956 für den Landkreis Hanau gültige Unterscheidungszeichen HU zugewiesen. Seit dem 1. Juni 2005 gilt für den gesamten Landkreis mit Ausnahme der Sonderstatusstadt Hanau, die die Kennung HU behielt, das neue Unterscheidungszeichen MKK.
Im Rahmen der Kennzeichenliberalisierung sind im gesamten Landkreis außerhalb der Sonderstatusstadt Hanau seit dem 2. Januar 2013 optional auch die Unterscheidungszeichen GN (Gelnhausen) und SLÜ (Schlüchtern) erhältlich, sowie seit dem 15. Juni 2016 auch wieder das Unterscheidungszeichen HU (Hanau).
Bis in die 1990er-Jahre erhielten Fahrzeuge aus den Altkreisen besondere HU-Erkennungsnummern:
| Gebiet                               | Buchstaben | Zahlen    |
| ------------------------------------ | ---------- | --------- |
| Altkreis Hanau (mit der Stadt Hanau) | A bis Z    | 1 bis 999 |
| Altkreis Hanau (mit der Stadt Hanau) | AA bis PZ  | 1 bis 999 |
| Altkreis Gelnhausen                  | UA bis VZ  | 1 bis 999 |
| Altkreis Gelnhausen                  | XA bis XZ  | 1 bis 999 |
| Altkreis Schlüchtern                 | YA bis ZZ  | 1 bis 999 |